# Filipp Ivanovics Golikov
Filipp Ivanovics Golikov (oroszul: Филипп Иванович Голиков) (Boriszovo, Orosz Birodalom, 1900. július 29.  – Moszkva, Szovjetunió, 1980. július 29.), szovjet parancsnok, 1940-től 1941-ig a katonai hírszerzés vezetője, 1961-től a Szovjetunió marsallja, a Szovjetunió Hőse.

## Ifjúkora
Szegény családból származott, ő volt a legidősebb a három gyerek közül. Először apja nyomdokain akart haladni és fürdőorvosnak tanult. Apja meggyőződéses kommunista volt, aki még börtönben is ült a nézeteiért. Filippet a szegénység arra kényszerítette, hogy jó jegyeket szerezzen és szorgalmasan tanuljon, így kitüntetéssel végezte el a középiskolát.
Az októberi forradalom után kevéssel a párt tagja lett. 1918 áprilisában már az Izvesztyija helybeli kiadását szerkesztette és a világforradalmat propagálta. Még azelőtt, hogy betöltötte volna 18. életévét, belépett egy lövészezredbe, amely a fehérek és a Csehszlovák Légió ellen harcolt az Urálban. Bár kitűnt a harcban, agitátori képességeit többre becsülték és a petrográdi tisztiiskolába küldték, ahol ebben az időben az agitátorképzés állt az előtérben. Miután kitüntetéssel abszolvált, a 3. hadsereg politikai tisztjévé nevezték ki, hamarosan azonban egy speciális különítmény tagja lett, melynek feladata a kuláktalanítás során tanúsított esetleges ellenállás elfojtása volt. 1931-ben ezredparancsnokká, majd nemsokára hadosztályparancsnokká nevezték ki. 1933-ban végzett a Frunzéről elnevezett akadémián, majd különböző pozíciókat töltött be a Honvédelmi Népbiztosságon. Hivatalosan ugyan nem volt magas rangú belügyes tiszt, mégis biztosan központi szerepet játszott Kirov meggyilkolása után a leningrádi pártszervezet likvidálásában, valamint az 1937-es tisztogatásokban is. 1938-ban a Belorusz Különleges Katonai Körzet parancsnokának politikai helyettesévé nevezték ki, majd 1939-ben Kelet-Lengyelország lerohanásakor a 6. hadsereg parancsnoka volt.

## Szerepe a második világháborúban
1940 júliusában váratlanul kinevezték a katonai hírszerzés főnökévé. Elődjét, I. J. Proszkurovot Sztálin bebörtönöztette, majd ki is végeztette (ahogy Proszkurov elődjeit, Berzint és Orlovot is) a német invázió utáni hónapokban. Sztálint ebben az időben aggasztotta a gondolat, hogy Németország békét köt Nagy-Britanniával. Különösen nyugtalanította, hogy Hitler helyettese, Hess Angliába repült: arra gyanakodott, hogy Hess valójában különbékét akart kötni Hitler és a britek között. Golikov ugyan részletesen tájékoztatta Sztálint az 1941 során a német előkészületekről szóló ügynöki jelentésekről, de úgy tett, mintha elhinné a diktátornak, hogy ezek dezinformációk, melyeket angol vagy amerikai provokátorok terjesztenek, hogy háborúba sodorják a Szovjetuniót.
A német támadás után Sztálin azzal bízta meg, hogy tárgyaljon a szövetségesekkel a segítségnyújtásról. A tárgyalások jó eredményhez vezettek, különösen az Egyesült Államokban.
1941 végén a katasztrofális katonai helyzetet Sztálin tovább súlyosbította azzal, hogy Golikovot nevezte ki a Zsukov moszkvai ellentámadásában részt vevő 10. hadsereg élére, amelynek támadása Szuhinyicsinél már kezdetben elakadt, a továbbiakban a tevékenysége Zsukov szigorú felügyelete alatt állt. 1942 februárjában a 4. csapásmérő hadsereget vezette a Kaukázusi Fronton, de nem sikerült megállítania a németek előretörését, és alakulatai nagy részét elveszítette. Később a Voronyezsi Front parancsnokává nevezték ki, szeptemberben Vatutyin került a helyére. Néhány hétre Jerjomenko helyettese lett a Sztálingrádi Frontnál, ahol októberben Popov tábornok váltotta, ő pedig ismét a Voronyezsi Front parancsnoka lett. 1943. január 12-én indított offenzívája egy héten belül áttörte a német 2. hadsereg és a Magyar 2. hadsereg védelmi állásait (amiért vezérezredessé léptették elő), és tovább tört előre nyugat felé. Február 16-án Vatutyinnal együttműködve elfoglalta Harkovot, Manstein két héttel későbbi ellencsapása azonban kiragadta a várost a szovjetek kezéből. Zsukov elkerülhetőnek tartotta ezt a vereséget, valamint a belgorodit (március 19.) is, és elérte Sztálinnál Golikov leváltását. Ezzel vége szakadt hadvezéri karrierjének, a háború további részében csak a hátországban kapott feladatokat.
Még áprilisban kinevezték a honvédelmi népbiztos helyettesévé, azonban főleg személyi kérdésekkel foglalkozott. Ebben a beosztásban a hadifogságba esett és kényszermunkára vitt szovjet polgárok repatriálásával foglalkozott a háború után.

## A háború után
1946-ban Sztálin megfosztotta beosztásától Zsukovot és hatalmi ambíciókkal vádolta. Golikov, aki haragudott a marsallra, amiért elintézte leváltását a Voronyezsi Front éléről, a bíróság ülnökei között volt és minden ostobaságot összehordott róla. Zsukovot 1957-ben Hruscsov megfosztotta miniszteri posztjától és bonapartista törekvésekkel vádolta. Golikov ezúttal is a leghangosabb vádlók egyike volt. Cserébe 1958-ban kinevezték a politikai főcsoportfőnökség élére. 1961-ben előléptették a Szovjetunió marsalljává. Kisvártatva a kubai rakétaválság idején azonban kritizálta Hruscsovot és leváltották, később sem sikerült magas posztját visszaszereznie.
Alárendeltjei emlékezése szerint intoleráns, ósdi gondolkodású, önkényeskedő, beképzelt, kicsinyes és inkompetens katonai vezető volt. A többi marsall kerülte az egykori politikai tiszt társaságát, aki kollégáik (például Zsukov) támadásának következtében jutott ilyen magasra, korábban pedig a nagy tisztogatásban játszott negatív szerepet.